# Seznam slovenskih muzikologov
Seznam slovenskih muzikologov.

## A
- France Ačko
- Rafael Ajlec
- Vesna Andree Zaimović
- Luisa Antoni

## B
- Alenka Bagarič
- Alenka Barber Keršovan
- Matjaž Barbo
- (Janko Barle)
- Neda Bebler
- Katarina Bedina
- (Peter Bedjanič)
- Ksenija Benedetti
- Davorin Beranič
- Marija Bergamo
- Cvetka Bevc
- Romana Bizjak Saje
- Jasna Blažič Primožič
- Katarina Bogunović Hočevar
- Tina Bohak Adam
- Milko Bizjak
- Damjana Bratuž
- Imer Traja Brizani
- Veronika Brvar
- Cvet(k)o Budkovič

## C
- Daniel Celarec
- Nataša Cigoj Krstulović
- Rene Clemencic (Avstrija-Dunaj)
- Mirko Cuderman
- Dragotin Cvetko
- Igor Cvetko

## Č
- David Čadež
- Tonja Čakš
- Lea Čehovin
- Josip Čerin
- Janja Črčinovič Rozman

## D
- Sergej Dolenc
- Anton Dolinar
- Danica Dolinar
- Josip Dravec
- (Hinko Druzovič)

## E
- Ana Erčulj
- Jana Erjavec

## F
- Matevž Fabijan
- Tomaž Faganel
- Štefan Ferenčak
- Ivan Florjanc
- Darja Frelih

## G
- Marjeta Gačeša
- Helena Gardina Filipčič
- Marko Gašperšič
- Marjeta Gerkšič
- Vlado Golob
- Klemen Grabnar
- Peter Grum
- Tomaž Gržeta

## H
- Aleš Hadalin
- Janez Höfler
- Ana Hofman
- Radoslav Hrovatin
- Klara Hrvatin

## J
- Ivo Jelerčič
- Ljoba Jenče (Ljuba Jenček)
- Brina Jež Brezavšček
- Jakob Jež
- Dejan Juravić
- Maia Juvanc

## K
- Monika Kartin
- Bernarda Kink
- Ivan Klemenčič
- Branka Kljun
- Palmira Klobas Pečnik
- Teja Klobčar
- Metoda Kokole
- Maša Komavec
- Simon Korenjak
- Darja Koter (r. Dečko)
- Mojca Kovačič
- Polona Kovačič
- Mihael Kozjek
- Tjaša Krajnc
- Bojana Kralj
- Sonja Kralj Bervar
- Luka Kramolc
- Katarina (Katja) Kraševac
- Uroš Krek
- Nataša Kričevcov
- Franc Križnar
- Terezija Križnik
- Zoran Krstulović & Nataša Krstulović
- Zmaga Kumer
- Drago Kunej
- Primož Kuret
- Peter Kušar
- Nina Gala Kušej

## L
- Špela Lah
- Daniel Leskovec
- Engelbert Logar
- (Igor Longyka)
- Borut Loparnik
- Nada Ludvig Pečar

## M
- Josip Mantuani
- Ivana Maričić
- Janez Marin
- France Marolt (& Tončka Marolt)
- Dario Marušić
- Matjaž Matošec
- Mojca Menart
- Pavle Merkù
- Klemen Mihačič
- Aleš Miholič
- Metod M. Milač
- Marko Motnik (1976)
- Simona Moličnik-Šivic
- Marko Motnik
- Marija (Marjana) Mrak

## N
- Aleš Nagode
- Veronika Nahtigal
- Jasna Nemec Novak (Jasna Novak Nemec)
- Lovorka Nemeš Dular

## O
- Suzana Ograjenšek
- Tina Ogrin
- Mira Omerzel Mirit
- Vesela Opalič

## P
- Rossana Paliaga
- Dubravka Parmač Perossa
- Suzana Paternost Žužek
- Iztok Peroša
- Svanibor Pettan
- Lidija Podlesnik Tomášiková
- Danilo Pokorn
- Gregor Pompe
- Jelica Porenta
- Baltazar Praspergius
- Anita Prelovšek
- Ana Prevc Megušar
- Domen Prezelj

## R
- Katarina Radaljac
- Fran Rakuša
- Roman Ravnič
- Bruno Ravnikar
- Tjaša Ribizel
- Andrej Rijavec
- Branka Rotar Pance
- Lovrenc Rogelj
- Branka Rotar Pance
- Ljubo Rus

## S
- Irena Sajovic Šuštar
- Teja Saksida
- Karmen Salmič Kovačič
- Maximillian Mari Simončič (ZDA)
- Jože Sivec
- Borut Smrekar
- Jerica Snoj
- Jurij Snoj
- Leon Stefanija
- Julijan Strajnar
- Nejc Sukljan

## Š
- Tomaž Šegula
- Vida Šegula Cvahte
- Blaž Šivic
- Kaja Šivic
- Urša Šivic
- Lucijan Marija Škerjanc
- Aljoša Škorja
- Peter Škrjanec
- Radovan Škrjanc
- Edo Škulj
- Manica Špendal
- Vendelin Špendov
- Urška Šramel Vučina
- Katarina Šter
- Barbara Švrljuga
- Urša Šivic

## T
- Katarina Trček Marušič
- Primož Trdan
- Jože Trošt
- Eva Tržan Beguš
- Teja Turk

## U
- Olga Ulokina

## V
- Vesna Venišnik Peternelj
- Vojko Veršnik
- Meta Veselko (r. Brichta)
- Jasna Vidakovič (r. Vogrič)
- Suzana Vidas Karoli
- Benjamin Virc
- Katja Virant Iršič
- Valens Vodušek
- Mira Voglar
- Anuša Volovšek
- Ana Vončina
- Damjana Vončina
- Ivan Vrbančič
- Robert Vrčon
- Larisa Vrhunc
- Stanko Vurnik

## W
- Jernej Weiss

## Z
- (Ludvik Zepič)
- Emil Zonta
- Maruša Zupančič
- Sara Zupančič